# IS-2 Mucha
IS-2 Mucha – polski szybowiec treningowo-wyczynowy skonstruowany w Instytucie Szybownictwa (późniejszy Szybowcowy Zakład Doświadczalny) w Bielsku-Białej. 

## Historia
Ideą przyświecającą powstaniu Muchy było zbudowanie szybowca, który miał zastąpić używane w aeroklubach, poniemieckie Schneider Grunau Baby. Miała być to konstrukcja tania w masowej produkcji i użytkowaniu o dobrych osiągach w lotach treningowych i wyczynowych oraz prostej budowie. 
W 1946 roku inżynier Franciszek Kotowski i inżynier Irena Kaniewska rozpoczęli pracę nad szybowcem wykorzystując doświadczenia zdobyte podczas prawie równolegle projektowanego innego szybowca Instytutu Szybownictwa IS-1 Sęp. Przy projektowaniu skrzydła przyjęto założenie określane jako "15 - 15 - 15" czyli 15 m rozpiętości, 15 m² powierzchni nośnej i 15 jednostek wydłużenia. Gotowa Mucha (SP-561) po raz pierwszy wzniosła się w powietrze 24 kwietnia 1948 roku, za jej sterami siedział pilot doświadczalny Piotr Mynarski. Aby obniżyć koszty projektu używano wysokogatunkowego drewna sosny jedynie do budowy pasów dźwigara skrzydła i głównej wręgi kadłuba, z wysokogatunkowych stali stopowych wykonano tylko okucia główne. 
Rok później, 21 maja 1949, oblatano wersję seryjną IS-2 Mucha-bis o numerze rejestracyjnym SP-887. W porównaniu z prototypami wprowadzono kilka zmian. Osłonę kabiny pilota zmieniono na jednoczęściową, odejmowaną w całości, zamiast kawałków bieżnika opony samochodowej, które amortyzowały przednią płozę szybowca, wprowadzono nadmuchiwaną dętkę. Pierwszych dziesięć Much-bis posiadało hamulce aerodynamiczne IAW (umieszczone na dolnej powierzchni skrzydeł) o napędzie korbowym opracowane w Instytucie Aerodynamicznym w Warszawie, wszystkie następne Muchy posiadały już zmienione hamulce o napędzie dźwigniowym. Wykonane z blachy, płytowe, opracowane w Instytucie Szybownictwa ze zmienionym mechanizmem ich otwierania. Umieszczono je po obydwu stronach skrzydeł. 
Doświadczenia zebrane podczas używania odmiany seryjnej pozwoliły na dokonanie kolejnych modyfikacji szybowca. Poprawiono szczelność kabiny, zamontowano pod kadłubem kółko ułatwiające manewrowanie szybowcem na ziemi, usztywniono napęd hamulców aerodynamicznych, poprawiono zamontowanie usterzenia wysokości. Tak zmodyfikowany szybowiec otrzymał oznaczenie IS Mucha-ter i 10 października 1950 roku po raz pierwszy wzbiła się w powietrze (egzemplarz o numerze SP-1046). Na przełomie lat 1951/1952 Dział Wytrzymałościowo-Konstrukcyjny Instytutu Lotnictwa po przeprowadzeniu kontroli obliczeń, prób statycznych skrzydła i kadłuba oraz przeprowadzonych prób technicznych i badań w locie szybowca seryjnego IS-2 Mucha-ter wydał orzeczenie co do zdatności szybowca do lotu. Stwierdzono, że szybowiec IS-2 Mucha-ter po usunięciu wymienionych usterek spełnia wymagania wytrzymałościowe i sprawnościowe oraz nadaje się do wykonywania lotów treningowych i wyczynowych. Łącznie wyprodukowano jeden prototyp, 20 Much-bis i 116 Much-ter. Jeden egzemplarz Muchy-ter (SP-1000) przekazano do NRD. Szybowce produkowano w zakładach w Jeżowie, Poznaniu, Gdańsku i Łodzi. 
Mucha-ter stał się wkrótce podstawowym typem szybowca Jednym z pierwszych rekordów ustanowionych na szybowcu IS-2 Mucha-ter należał do Andrzeja Ziemińskiego. W 1953 roku ustanowił on krajowy rekord przelotu otwartego wynoszący 615 km, który utrzymał się do 1957 r., kiedy na tym samym typie szybowca Jan Gawęcki przeleciał dystans 637 km. Również w 1953 r. na X Szybowcowych Mistrzostwach Polski w Lesznie aż 26 szybowców Mucha-ter zdołało pokonać trójkąt 300 km. W 1954 r. Rudolf Kopernok za przelot na tym szybowcu ponad 500 km na trasie docelowo-powrotnej z Katowic przez Mysłowice do Leszna i z powrotem do Katowic uzyskał odznakę diamentową.   

## Konstrukcja
Jednomiejscowy, wolnonośny grzbietopłat o drewnianej konstrukcji. 
Skrzydło dwudzielne, wolnonośne, jednodźwigarowe ze skośnym dźwigarkiem pomocniczym i dźwigarkiem lotkowym. O obrysie trapezowym, wyposażone w lotki szczelinowe oraz płytowe hamulce aerodynamiczne o napędzie linkowym. Na ich końcówkach znajdowały się otwory do kotwiczenia szybowca na ziemi. 
Kadłub o konstrukcji półskorupowej, kryty sklejką, wykonany jako całość ze statecznikiem pionowym. Kabina zakryta, osłona jednoczęściowa, mocowana na czopach ustalających i blokowana przednim zamkiem. Tablica przyrządów wyposażona w: prędkościomierz, wysokościomierz, wariometr, busola i zakrętomierz. Wyposażony w zaczep przedni i dolny oraz hak do startu z lin gumowych. Usterzenie – statecznik pionowy i statecznik poziomy kryte sklejką, powierzchnie sterowe kryte płótnem. Napędy sterów linkowe. Podwozie jednotorowe, stałe składające się z drewnianej płozy przedniej, za którą znajdowało się koło ułatwiającej manewrowanie szybowcem na ziemi oraz płozy ogonowej. 